# Alexander Cosmar
Alexander Cosmar (* 12. Mai 1805 in Berlin; † 27. Januar 1842 ebenda) war ein deutscher Schriftsteller, Herausgeber, Buchhändler und Verleger. Er schrieb auch unter dem Pseudonym Max Larceso, ein Anagramm aus seinem Namen Alex Cosmar.

## Leben
Alexander Cosmar war Sohn eines Obermedizinalrates und Justizkommissars. Schon früh entdeckte er seine Schriftstellerische Begabung, so verfasste er unter anderem zur Zeit der Befreiungskriege Spottgedichte auf Napoleon, die er im Familienkreis vortrug. Noch während seiner Zeit auf dem Gymnasium schrieb er das Theaterstück Wahrheit und Lüge, das 1824 veröffentlicht und im königlichen Theater aufgeführt wurde. Mit 16 und 17 Jahren unternahm er ausgedehnte Reisen nach Frankreich, die Schweiz, Oberitalien und große Teile Deutschlands.
Auf Grund seiner angegriffenen Gesundheit bekam Cosmar mit 20 Jahren eine Badekur verordnet. Seinem Wunsch und dem seines Vaters die akademische Laufbahn einzuschlagen, konnte er wegen der gesundheitlichen Probleme nicht folgen. Er ging nach Magdeburg und erlernte in der Buchhandlung von Wilhelm von Heinrichshofen den Beruf eines Buchhändlers. Ab 1824 redigierte er in Magdeburg die Zeitschrift Phantasus und veröffentlichte 1825 die Lokalpossen Ein Abenteuer im Vogelgesang und Die Fahrt nach Salze. 1826 erwarb er in Berlin die Christiansche Buchhandlung, die er aber schon bald an seinen Teilhaber veräußerte, um sich in Berlin dauerhaft als freier Schriftsteller niederzulassen. 1830 begründete er den Dichteralmanach Odeum und 1831 die Zeitschrift Berliner Modespiegel. Letztere finanzierte und verlegte er selbst und übernahm auch die Redaktion. In Berlin wurde er unter dem Namen Gessner Mitglied der literarischen Gesellschaft Sonntags-Verein zu Berlin dem späteren Tunnel über der Spree.
Für das Theater schrieb er zahlreiche Festspiele, arbeitete aber auch als Theaterkritiker. Seine Bühnenstücke, vorwiegend Lustspiele für das Publikum der Biedermeierzeit, wurden erfolgreich am Hoftheater Berlin und am Stadttheater Magdeburg aufgeführt so unter anderem Der dritte August, Germania, Tringolini und Der Mann von Welt. Von 1836 bis 1841 war er Herausgeber des Berliner Theateralmanach und von 1839 bis 1842 des Dramatischen Salons. Von 1831 bis 1833 erschien in zwei Bänden Cosmars Historie Sagen und Miscellen aus Berlins Vorzeit sowie Skizzen und Erzählungen aus dem Berliner Leben. Er war außerdem Übersetzer des in Magdeburg vielgespielten Stückes Das Glas Wasser nach Eugène Scribe und des Werkes Louise von Frankreich von der Comtesse Dash.
Alexander Cosmar starb am 27. Januar 1842, im Alter von 36 Jahren, in Berlin nach einer fiebrigen Erkrankung. Bei einer Obduktion wurde ein organisches Herzleiden festgestellt. Er war seit 1827 mit der Magdeburgerin Antonie Voigt (1806–1870) verheiratet. Sie war selbst schriftstellerisch tätig, schrieb Bühnenstücke und gab weiterhin Modezeitungen heraus. Das Paar hatte zwei Kinder. Nach dem Tod ihres Mannes heiratete sie den Dichter Julius Leopold Klein.
Alexander Cosmar zu Ehren wurde 1955 in Berlin-Staaken eine Straße, der Cosmarweg, benannt.

## Werke (Auswahl)
- Wahrheit und Lüge. Lustspiel. Magdeburg 1824.
- Der blaue Schleier. Vaudeville-Burleske. Berlin 1830.
- Sagen und Miscellen aus Berlins Vorzeit. Nach Chroniken und Traditionen. Zwei Bände, Berlin 1831–1833.
- Die Namen der wichtigsten Straßen, Gebäude, Brücken und Plätze Berlin’s. Berlin 1831. urn:nbn:de:kobv:109-1-14547318 digitalisiert von der Zentral- und Landesbibliothek Berlin.
- Die Gründung Berlin’s. Festspiel zur Feier des Allerhöchsten Geburtsfestes Seiner Majestät des Königs Friedrich Wilhelm III. Berlin 1831. urn:nbn:de:kobv:109-1-15389382 Zentral- und Landesbibliothek Berlin.
- Der Bekehrte. Lustspiel. Berlin 1835. (Digitalisat.)
- Der Meuchelmörder, oder der Fluch der bösen That! Posse. Berlin 1835. (Digitalisat.)
- Die Zwillings-Geschwister. Lustspiel. Berlin 1837. (Digitalisat.)
- Der Spion wider Willen. Schwank. Berlin 1837.
- Badekuren. Lustspiel. Berlin 1837.
- Hummer und Compagnie. Lustspiel. Berlin 1837.
- Enzian. Eine Burleske. Berlin 1837. (Digitalisat.)
- Gasthof-Abentheuer. Lustspiel. Berlin 1838.
- Der Gefangene wider Willen. Berlin 1838. (Digitalisat.)
- Onkel und Neffe. Lustspiel. Berlin 1839.
- Staub. Bilder und Skizzen aus dem Berliner Leben. Berlin 1839; urn:nbn:de:kobv:109-opus-104828.
- Neuester und vollständigster Wegweiser durch Berlin für Fremde und Einheimische. Berlin 1839. (Digitalisat.)
- Eine Treppe höher. Schwank. Berlin 1840.
- Die Seeräuber. Eine Vaudeville-Posse in zwei Akten. Breslau 1840; books.google.de